# Marta H. Milewska
Marta H. Milewska – polska autorka książek dla dzieci.

## Życiorys
Absolwentka Akademii Sztuk Pięknych w Poznaniu i Szkoły Głównej Handlowej w Warszawie. W 2016 uzyskała na Uniwersytecie Warszawskim stopień doktorki nauk społecznych w zakresie nauk o mediach na podstawie napisanej pod kierunkiem Janusza Adamowskiego dysertacji Prasa samorządowa województwa mazowieckiego – geneza, stan obecny i perspektywy rozwoju. Członkini Stowarzyszenia Pisarzy Polskich Oddział Warszawa.

## Książki
- 2017 – Mietek, drużyna i piwnica, której nie ma[4]
- 2018 – Mietek i tajemnica starej willi[5]
- 2019 – Małe historie o wielkich marzeniach[6]
- 2019 – Czy wróżka zębuszka istnieje?[7]
- 2019 – Skąd się biorą dzieci[8]
- 2020 – Mietek i skarb Wejhera[9]
- 2020 – Po co nam ta szkoła?[10]
- 2021 – Agentka Lola i tajemnica znikających obrazów[11]
- 2022 – Kundelek[12]
- 2022 – Gucio, Łobuz i afera z kotami[13]
- 2023 – Kto ukradł naszyjnik babci Feli?[14]

## Nagrody i wyróżnienia
- 2018 – książka Mietek, drużyna i piwnica, której nie ma (Wydawnictwo Dreams) znalazła się na liście lektur rekomendowanych przez polską sekcję IBBY[15]
- 2018 – książka Mietek, drużyna i piwnica, której nie ma (Wydawnictwo Dreams) została nominowana do 25. Ogólnopolskiej Nagrody Literackiej im. Kornela Makuszyńskiego[16]
- 2019 – książka Małe historie o wielkich marzeniach (Wydawnictwo BIS) otrzymała nagrodę internautów w plebiscycie „Najlepsza książka na lato” w kategorii „Dla najmłodszych” organizowanym przez Granice.pl[17]
- 2020 – książka Czy wróżka zębuszka istnieje? (Wydawnictwo Tatarak) została nominowana do 27. Ogólnopolskiej Nagrody Literackiej im. Kornela Makuszyńskiego o Statuetkę Koziołka Matołka[18]
- 2020 – książka Czy wróżka zębuszka istnieje? (Wydawnictwo Tatarak) zdobyła Nagrodę Czytelników 27. Ogólnopolskiej Nagrody Literackiej im. Kornela Makuszyńskiego o Statuetkę Koziołka Matołka[19]
- 2024 – Książka Kto ukradł naszyjnik Babci Feli (wydawnictwo Bis) została nominowana do 31. Ogólnopolskiej Nagrody Literackiej im. Kornela Makuszyńskiego o Statuetkę Koziołka Matołka
- 2025 – książka Kto ukradł naszyjnik babci Feli? (wydawnictwo BiS) znalazła się na liście lektur pokonkursowych rekomendowanych przez polską sekcję IBBY[20]